# Aussichtstürme Robins Horn
Die Aussichtstürme Robins Horn befinden sich auf einem kostenpflichtigen Abenteuerspielplatz in der Gemeinde Romanshorn des Schweizer Kantons Thurgau.

## Situation
Die beiden Türme wurden im Jahre 2024 erbaut. Über 81 Treppenstufen gelangt man zur Aussichtsplattform des grösseren Aussichtsturmes in 15 Meter Höhe. Diese bietet Aussicht auf den Bodensee und die Stadt Romanshorn. Eine ähnliche Aussicht hat man von der Aussichtsplattform des kleineren Turmes auf 7,4 Meter Höhe, die man über 40 Treppenstufen erreicht. Verlassen kann man diese Plattform über eine Tunnelrutsche. Verbunden sind die beiden Türme durch eine Seilbrücke.

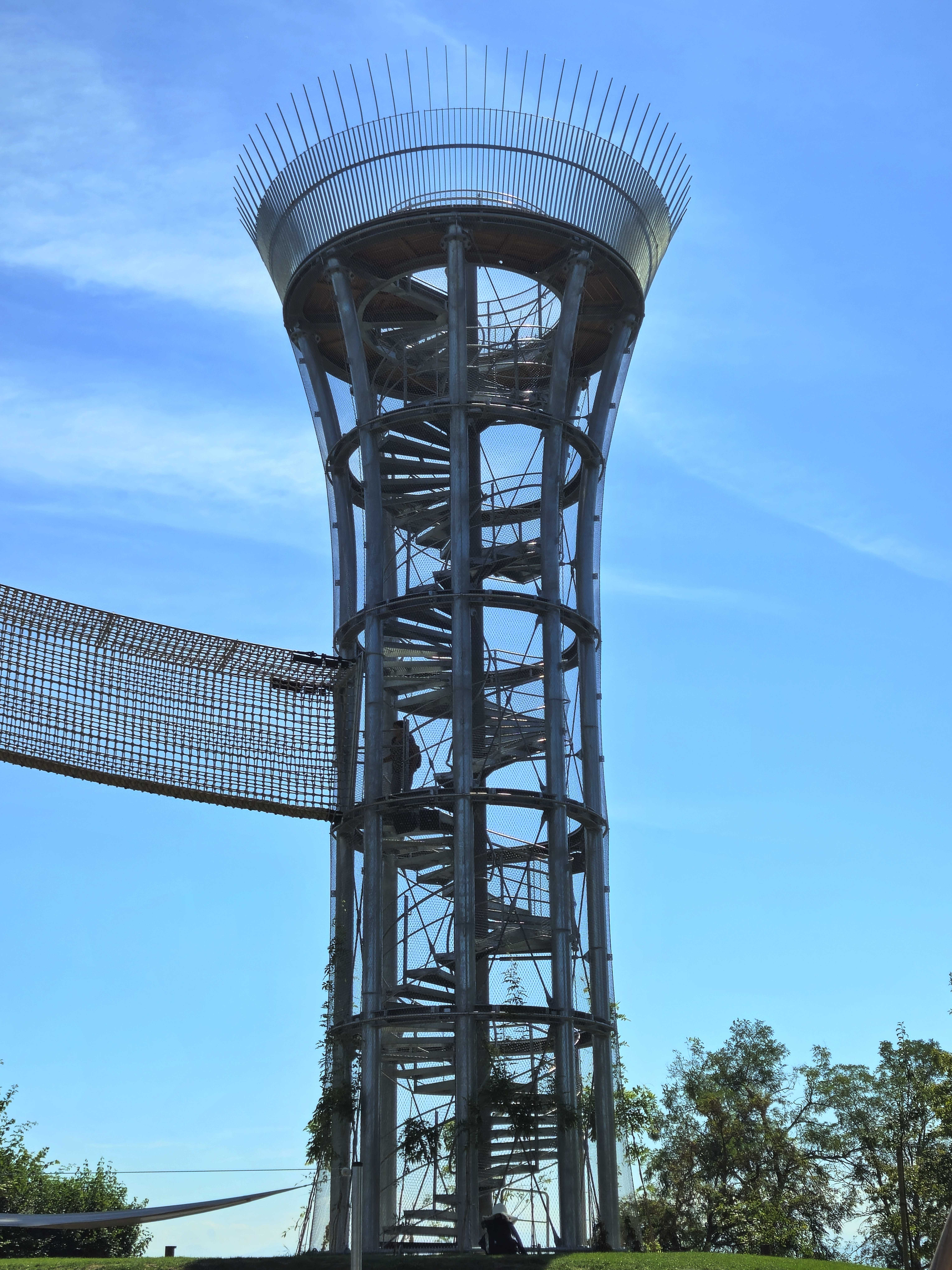
Grosser Aussichtsturm
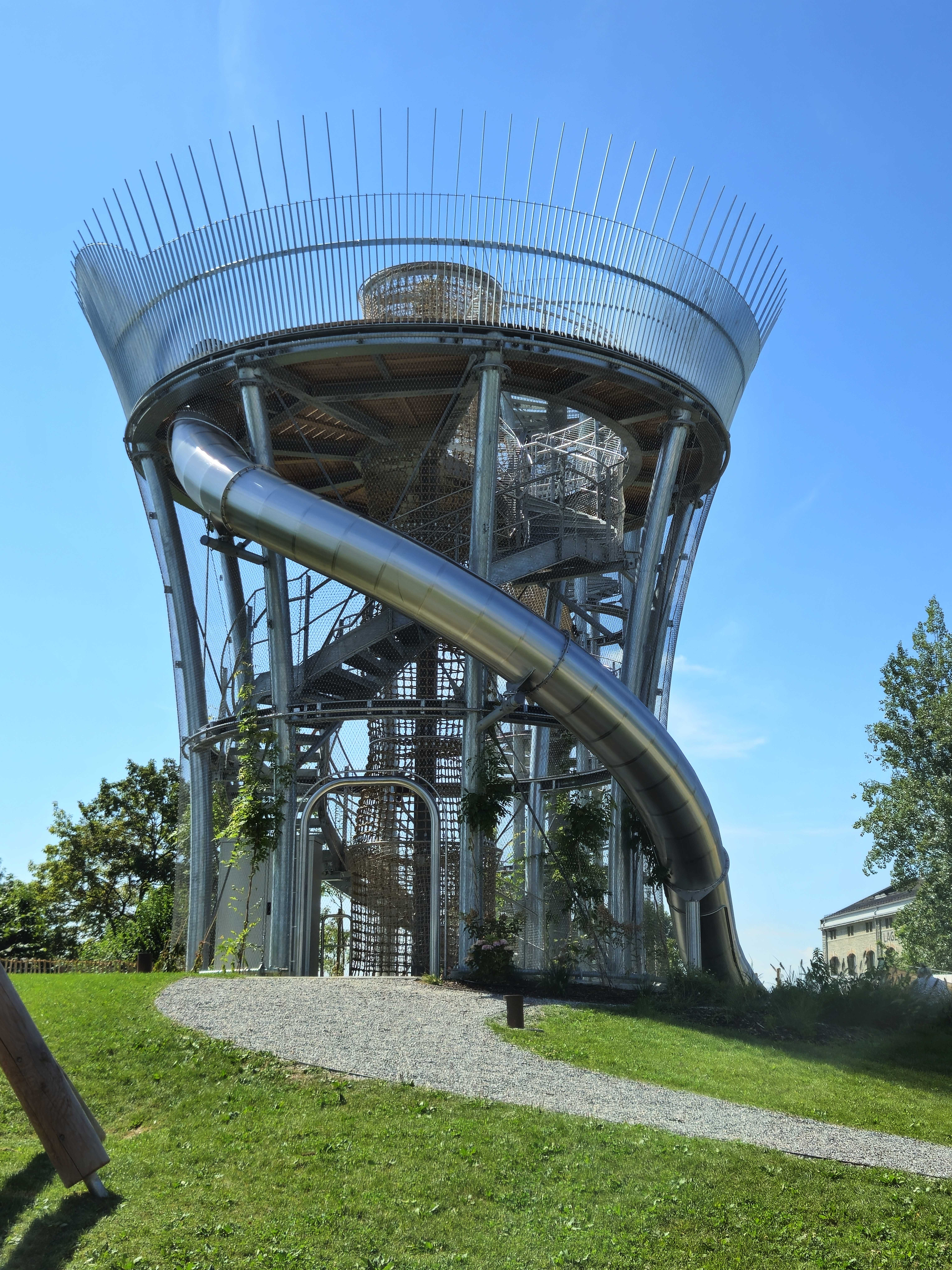
Kleiner Aussichtsturm
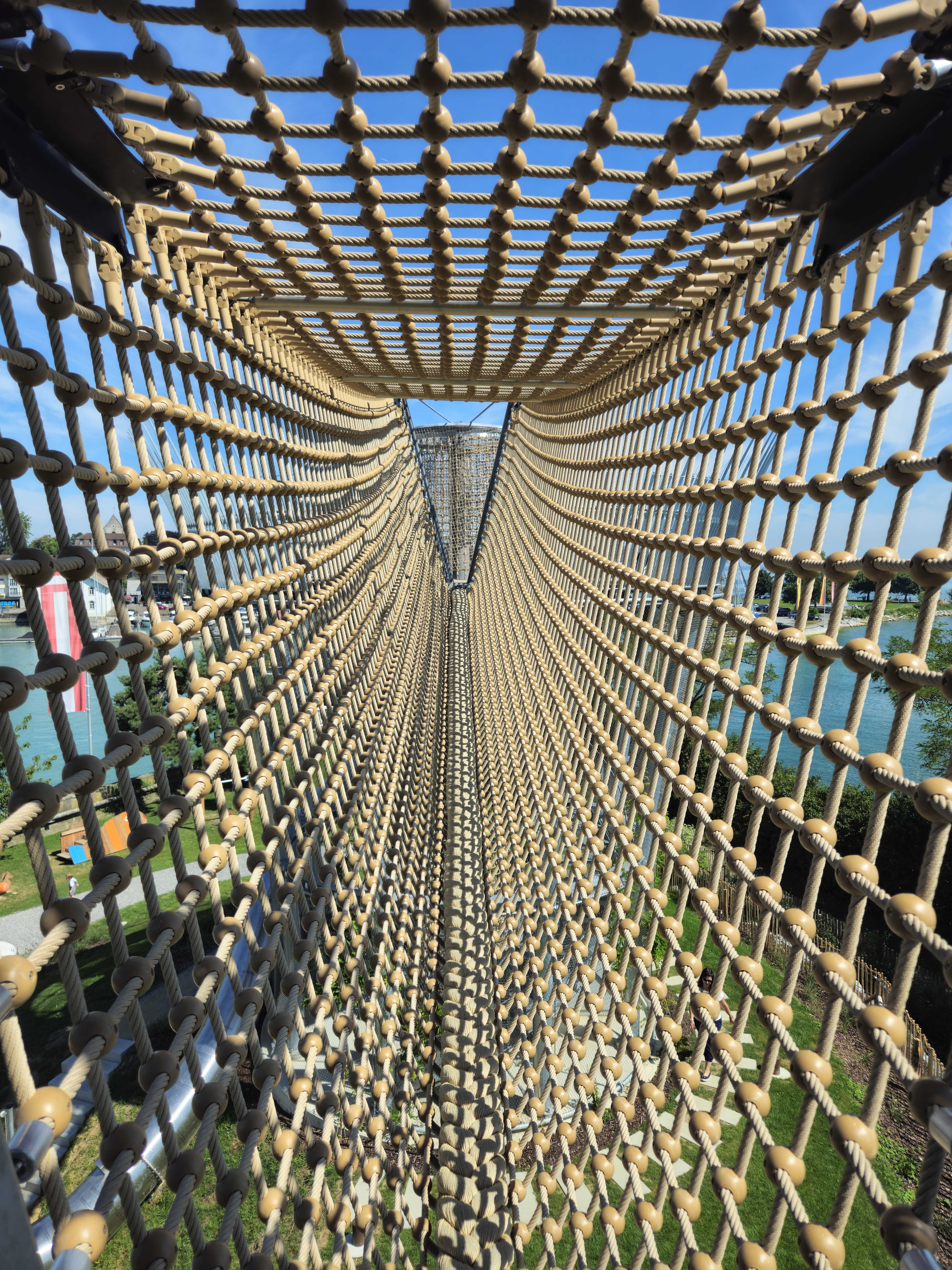
Seilbrücke
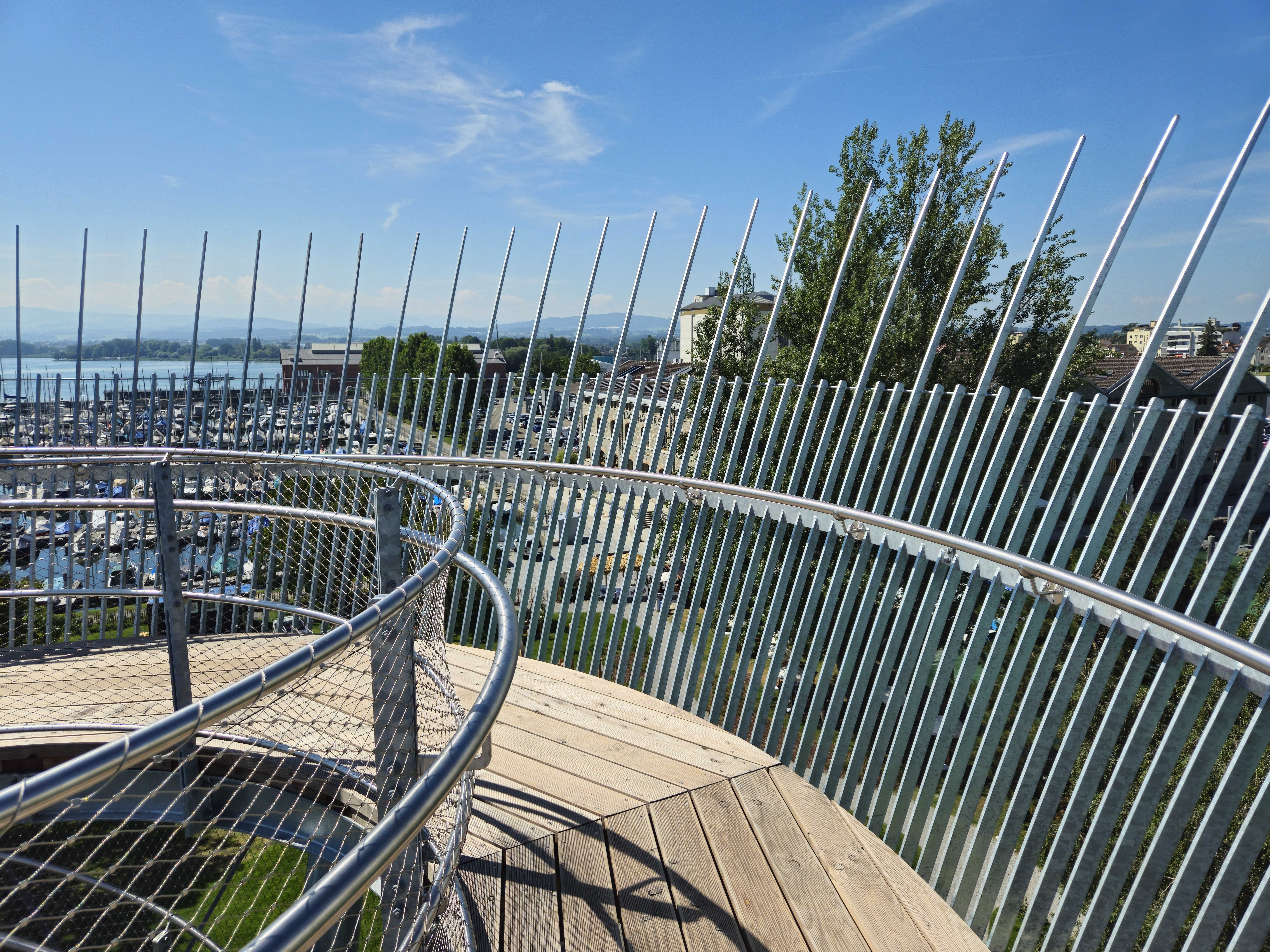
Aussichtsplattform
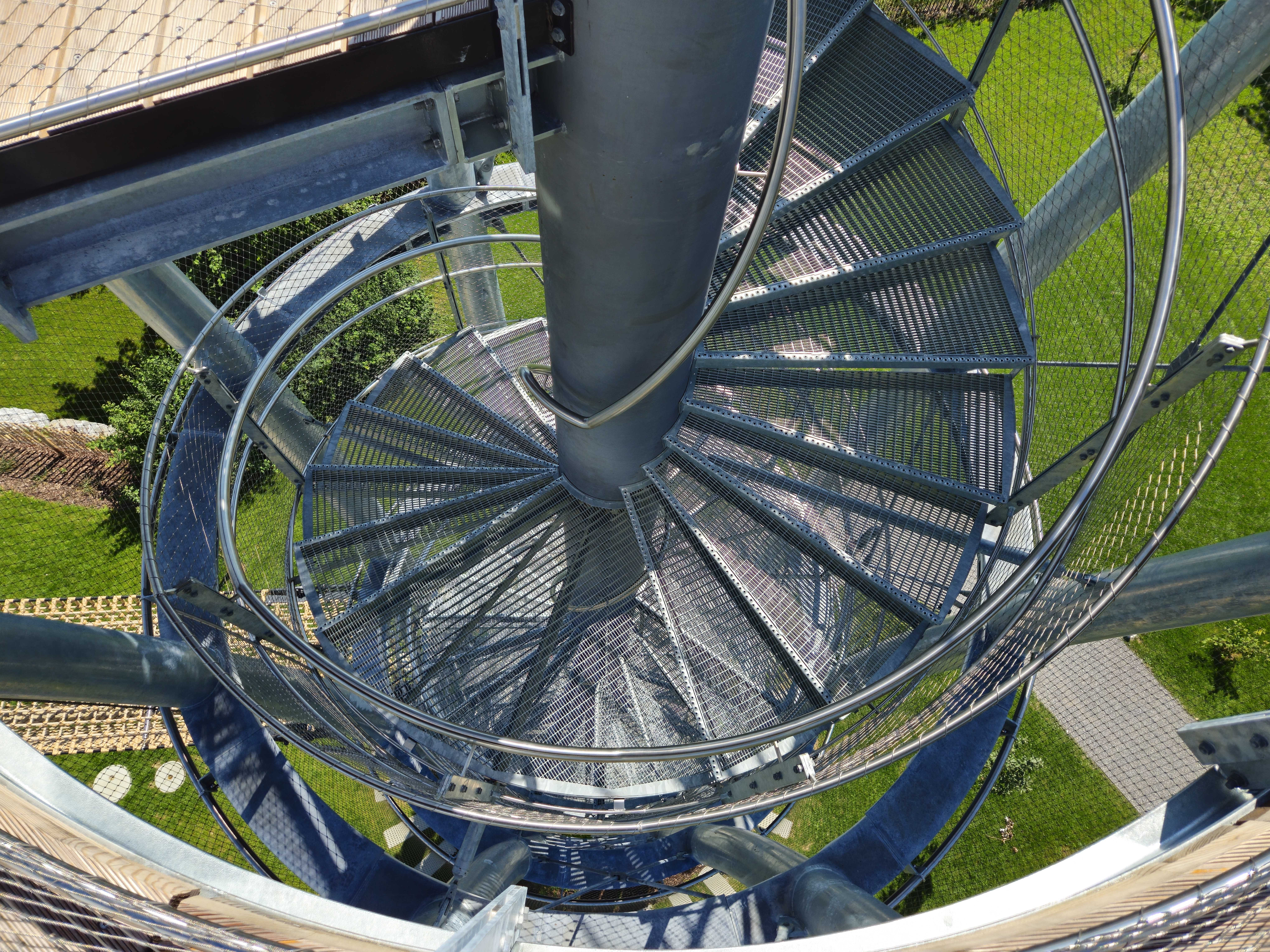
Treppe zum grossen Aussichtsturm